# Enzootische Leukose der Rinder
Die Enzootische Leukose der Rinder, auch Rinderleukämie oder Bovine Leukose, ist eine bei Rindern, Büffeln und Wasserbüffeln auftretende tumoröse Entartung der weißen Blutzellen. Der in der Humanmedizin übliche Begriff Leukämie trifft nicht zu, da bei den Tieren – auch beim Rind – in aller Regel keine Vermehrung der Leukozyten im Blut auftritt.

## Ätiologie
Sie tritt in mehreren Formen auf: eine sporadische ohne virale Ätiologie (die sogenannte Jungtierleukose), deren Ursache man nicht kennt und eine infektiöse, deren Ursache das Rinderleukämie-Virus (BLV, bovine leukemia virus) ist. Das Virus gehört zur Familie der Retroviridae, Genus HTLV-BLV-Gruppe und somit zu den ss-RNA-Viren. Bei dieser Leukämieform handelt es sich um eine B-Zell Leukämie bzw. um ein malignes Lymphom aus B-Zellen.
Der Leukose geht eine Mononukleose ähnliche Erkrankung hervor, die in der Regel wieder zurückgeht. Sie könnte durch eine Superantigen hervorgerufen werden, denn die Zellen haben keine Spezifität für ein Antigen. Nur bei wenigen Tieren entwickelt sich die Krankheit zur Leukämie weiter.
Die Leukose kommt natürlicherweise nur bei Rindern, Büffeln und Wasserbüffeln vor, kann aber auch auf Schafe übertragen werden. Experimentell lässt sich des Rinderleukämie-Virus auch auf zahlreiche andere Tierarten übertragen, auch menschliche Zellen können infiziert werden.

## Klinische Symptome und Verlauf
Meist zeigen die infizierten Tiere kaum klinische Anzeichen. Das Maximum der Erkrankungshäufigkeit der Tumorform liegt zwischen 5 und 8 Jahren. Beginnende Symptome können Milchrückgang, Schluckbeschwerden, Paralyse, Kardiopathien sowie Exophthalmus sein. Im Anschluss kommt es zu vergrößerten Lymphknoten mit speckiger Schnittfläche. Die Milz ist ebenfalls oft vergrößert.
Man unterscheidet folgende Verlaufsformen:
1. Serokonversion: Die Tiere zeigen trotz persistierender Infektion keine Blutbildveränderungen sowie keine klinischen Symptome, man spricht auch von der „aleukämischen Form“.
2. Persistierende Lymphozytose: Bei 30 % aller Tiere findet eine Antikörperbildung statt. Sie zeigen jedoch keine klinischen Symptome.
3. Tumorentstehung: Nach etwa 4–8 Jahren bilden sich bei bis zu 10 % der Tiere Tumoren.

## Bekämpfung
Wegen der wirtschaftlichen Schäden wird in Europa versucht, das BLV auszurotten. Die enzootische Rinderleukose gehört in Deutschland zu den anzeigepflichtigen Tierseuchen. Die Bekämpfung erfolgt nach der Verordnung zum Schutz gegen die Leukose der Rinder (Rinder-Leukose-Verordnung). Herden, in denen mittels serologischer Untersuchung Reagenten festgestellt wurden, werden einer Teilsanierung oder Merzung unterzogen, um weitere Ausbreitung zu verhindern. In der Zeit vor der Entwicklung serologischer Verfahren wurde die Erkennung krankheitsverdächtiger Tiere mittels Leukoseschlüssel vorgenommen. Die Impfung ist in Deutschland verboten. Jedoch gilt Deutschland als Rinderleukose-frei.
Die meisten infizierten Rinder entwickeln keine Leukämie. Deshalb wird in anderen Staaten z. B. in den USA und Kanada auf eine Ausrottung verzichtet.